# Simone Peters
Simone Peters ist eine deutsche Ingenieurin. Sie ist seit 2020 Richterin am Bundespatentgericht in München.

## Beruflicher Werdegang
Simone Peters schloss das Studium der Ingenieurwissenschaften mit dem Examen zur Diplomingenieurin ab. 
2020 wurde sie weiteres technisches Mitglied in einem Technischen Beschwerdesenat am Bundespatentgericht in München, zunächst als Richterin kraft Auftrags. An diesem Gericht sind mehrheitlich naturwissenschaftlich ausgebildete Richter tätig.